# Bistum Oyem
Das Bistum Oyem (lateinisch Dioecesis Oyemensis) ist eine in Gabun gelegene römisch-katholische Diözese mit Sitz in Oyem.  Es umfasst die Provinz Woleu-Ntem.

## Geschichte
Papst Paul VI. gründete es mit der Apostolischen Konstitution Divini Magistri verba am 13. Mai 1969 aus Gebietsabtretungen des Erzbistums Libreville, dem es auch als Suffragandiözese unterstellt wurde.
Am 19. März 2003 verlor es einen Teil seines Territoriums an die Apostolische Präfektur Makokou.

## Bischöfe von Oyem
- François Ndong (29. Mai 1969 – 23. August 1982, emeritiert)
- Basile Mvé Engone SDB (23. August 1982 – 3. April 1998, dann Erzbischof von Libreville)
- Jean-Vincent Ondo Eyene, seit dem 17. Februar 2000